# Paul Gilson
Paul Gilson (Brussel, 15 juni 1865 - aldaar, 3 april 1942) was een Belgisch componist en muziekpedagoog.

## Levensloop
Paul Gilson was de tweede zoon van Victor Gilson en Jeannette Van der Borght. Zijn broer Charles was tien jaar ouder. In 1866 verhuisde het gezin van Brussel naar Ruisbroek (Vlaams-Brabant). Daar ontving hij de eerste piano- en harmonielessen van Auguste Cantillon, die organist en dirigent was van het kerkkoor en het plaatselijke fanfareorkest.
In 1880 schreef hij aldaar als vijftienjarige zijn eerste composities. Zijn studie heeft hij gevolgd aan het Koninklijk Conservatorium te Brussel bij François Auguste Gevaert (compositie) en Charles Duyck (harmonie en contrapunt). Voor zijn cantate Sinai werd hem in 1889 de Prix de Rome toegekend, die hem in staat stelde studiereizen te maken naar Bayreuth (1892), Parijs (1893–4) en Italië (1895).
Van 1899 tot 1904 was hij hoogleraar voor harmonie aan het Koninklijk Conservatorium te Brussel en verder tot 1906 aan het Koninklijk Vlaams Conservatorium te Antwerpen. In 1909 werd hij door het Ministerie van Cultuur tot Inspecteur voor het dagelijks muziekonderwijs in België benoemd. Deze positie bekleedde hij tot 1930.
In 1924 stichtte hij samen met Marcel Poot en Maurice Schoemaker het magazine La Revue Musicale Belge. Tot de laatste editie van het magazine in december 1939 was hij hoofdredacteur.
Hij was de geestelijk vader van de groep Les Synthétistes, die voormalige studenten van hem verenigde om met vereende krachten het Belgische muziekleven met authentieke hedendaagse muziek te verzorgen. Ook al bereikten de leden van de groep (René Bernier, Francis de Bourguignon, Théo De Joncker, Marcel Poot, Maurice Schoemaker, Jules Strens en Robert Otlet), iedereen met verschillende intensiteit, het grote doel niet, toch waren zij zeer bekend.
Paul Gilson werd in 1932 benoemd tot Commandeur in de Leopoldsorde.
Op 1 april 1937 huwde Gilson in Londen met Celina Stoops, zangeres en zanglerares.

## Werk
Als componist behoort Paul Gilson tot de bekendste Belgen. Zijn oeuvre telt meer dan 100 symfonische werken. Zijn meest succesvolle is het vierdelige orkestwerk La Mer uit 1892. Zijn voorkeur voor het zangkoor en het blaasorkest loopt als een rode draad door zijn hele oeuvre en is ook merkbaar in zijn symfonische werken. Hij wordt als een 'vader van de Belgische blaasmuziek' beschouwd, omdat hij zich sterk voor dit medium heeft ingezet en ervoor gecomponeerd heeft. In het Brusselse muziekleven was hij een bewonderaar van de opera’s van Richard Wagner en van het kleurrijke orkestspel in de werken van de componisten van de Russische nationale school (Nikolaj Rimski-Korsakov, Aleksandr Glazoenov en Alexander Skrjabin). Die invloed laat zich horen in zijn werk, dat voor het overige een behoudende indruk maakt, al is er enige Wagneriaanse harmoniek in te beluisteren. Deze drie heeft hij bezocht. Met César Cui en de muziekuitgever Mitrofan Beljajev had hij een intensieve correspondentie.

## Composities

### Werken voor orkest
- 1890 Alla Marcia Rhapsodie voor strijkers
- 1892 La Mer, 4 symfonische schetsen
  1. Lever de soleil - Opgaan van den dag over de zee
  2. Chants et Danses de Matelots - Het Matrozen-feest en Dans
  3. Crépuscule - Het Afscheid
  4. Tempête - In Zeetempeest-ondergang
- 1892-1893 Melodies Ecossaises voor strijkers
  1. The Flowers Of The Forest
  2. Sweet May Morning
  3. Jig And Song
- 1900 Ouverture Symphonique Nr. 1
- Alvar
- 1902 Premier Concerto pour Alto Saxophone
- 1902 Deuxième Concerto pour Alto Saxophone
- 1903 Ouverture Symphonique Nr. 2
- 1903 Trois petites pièces en pizzicato
  1. Zabava, polka pizzicato
  2. Valse en
  3. Sérénade de Torcello
- 1904 Ouverture Symphonique No. 3
- 1909 Inaugurele Fanfare voor de inhuldiging van Albert I
- 1913-1914 Kleine strijkorkeststukken - (Suite à la manière ancienne pour instruments à cordes)
  1. Niet traag (Preludium)
  2. Vlug (Gavotte)
  3. Andante (Gaande)
  4. Giga
- 1929 Parafrazen op Vlaamse Volksliederen
- Fantaisie op Canadeesche wijzen
- Sailors Dance
- Schotse Rhapsodie

### Werken voor harmonie- en fanfare-orkest
- 1881-1882 Ouverture »Eleusines«
- 1881-1882 Ouverture du Pirate
- 1885 Le Rétour au Pays: Prière avant le départ - Tableau Maritime, Grande Fantaisie Descriptive
- 1892/1925 La Mer 4 symfonische schetsen voor symfonisch blaasorkest bewerkt door Arthur Prevost naar een gedicht van Eddy Lewis
  1. Lever de soleil - Opgaan van den dag over de zee
  2. Chants et Danses de Matelots - Het Matrozen-feest en Dans
  3. Crépuscule - Het Afscheid
  4. Tempête - In Zeetempeest-ondergang
- 1903 Variation symphonique voor fanfare
- 1906 Binché
- 1906 Deuxième Rhapsodie
- 1914 Quarantenaire Marche Solenelle
- 1923 Deuxième Valse Symphonique
- 1925 Interlude Solennel
- 1930 Tornacum
- 1930 Grande Marche du Centenaire (verplicht werk voor het Internationale wedstrijd in Doornik in 1930)
- 1948 Moeder voor verteller en fanfareorkest
- Brabant - marche militaire
- Danse geurrière vanuit het Ballet La Captive
- De Tirannen, ouverture
- Encore un! allegro
- Epithalame
- Fantaisie
- Gavotte Monsignore
- Hommage à Weber
- L'Heureux Voyage
- Marche commémorative
- Marche Cortège
- Marche Panégyrique
- Merxem - Allegro Militaire
- Montréal - Allegro de concert
- Patrouille Albanaise
- Poème Symphonique en Forme d'Ouverture
- Polka fataiseste
- Rhapsodie Laudative
- Rhapsodie Hawaîenne
- Richard III Ouverture
- Terugkeer naar het vaderland
- Triumph Marsch
- Variations, voor groot koperensemble
- Valse symphonique nr. 1
- Valse symphonique nr. 2
- Vestris - Danse mimique

### Cantates en oratoria
- 1892 Francesca da Rimini, dramatisch oratorium op teksten van Dante Alighieri voor solo, koor en orkest

### Muziektheater

#### Opera's
| Voltooid in | titel                                           | aktes   | première        | libretto                                                |
| ----------- | ----------------------------------------------- | ------- | --------------- | ------------------------------------------------------- |
| 1890        | Le Démon                                        | 2 aktes | 1893, Bergen    | Louis de Casembroot, naar Michail Joerjevitsj Lermontov |
| 1895        | Gens de mer (Zeevolk)                           | 2 aktes | 1904, Antwerpen | George Garnit, naar Victor Hugo                         |
| 1903        | Princesse rayon de soleil (Prinses Zonneschijn) | 4 aktes | 1903, Antwerpen | Pol de Mont, naar Charles Pertault                      |
| 1910        | Les Aventuriers (Rooversliefde)                 | 1 akte  | 1910, Antwerpen | Jean-François Elslander                                 |

#### Balletten
| Voltooid in | titel           | aktes   | première      | libretto      | choreografie |
| ----------- | --------------- | ------- | ------------- | ------------- | ------------ |
| 1896-1900   | La Captive      | 2 aktes | 1902, Brussel | Lucien Solvay |              |
| 1910-1921   | Les Deux Bossus | 1 akte  | 1934, Brussel | Lucien Solvay |              |
|             | Daphne          |         |               |               |              |

#### Muziek voor een treurspel
- 1940 Elijah Muziek tot het treurspel van Cyriel Verschaeve

### Vocale muziek
- Moeder, voor tenor en piano - tekst: L.Lambrechts

### Andere werken
- 1889-1890 Six Mélodies
- 1934 Le Mas d'Icare tot de film van Carlo Queeckers voor strijkorkest
- 1934-1936 Romantische werkjes
- 1940 Aria di Timpani con 6 Variazioni
- Six Chansons Ecossaises, op teksten van Leconte de Lisle

### Werken voor orgel
- Prélude sur un vieux lied flamand

### Werken voor piano
- 1902 Petite Suite Rustique, voor piano
- A la Jeunesse, voor piano
- Drie Preludieën, voor piano
- Suite Nocturne voor piano

## Over Paul Gilson
- A. Corbet: Paul Gilson: Flemish Composer, in: Music & Letters, Vol. 27, No. 2 (Apr., 1946), pp. 71–73
- Arthur Meulemans: Paul Gilson, in: Muziek-Warande, 1e jg., nr. 1, 1 januari 1922, p. 3-6.
- Arthur Meulemans: Paul Gilson (1865-1942), in: Mededelingen van de Koninklijke Vlaamse Academie voor Wetenschappen, Letteren en Schone Kunsten van België. Klasse der Schone Kunsten. Jaargang XVII (1955), nr. 1.
- E. Baeck en H. Baeck-Schilders: De concerten op de Wereldtentoonstelling van 1885 te Antwerpen in 1885, in: Mededelingen van de Koninklijke Academie voor Wetenschappen, Letteren en Schone Kunsten van België, Klasse der Schone Kunsten, jg. 55, nr. 1, Brussel, 1995.
- Auguste Baeyens: Vlaamse opera-kunst, in: De Vlaamse muziek sedert Benoit, o.l.v. A. Corbet, Antwerpen, 1951, p. 75-81.
- Jules Blangenois: Jubilé Paul Gilson, in: La Revue Musicale Belge, jg.1, nr.7, 1925-1926, p. 8.
- Gaston Brenta: Paul Gilson, Brussel, 1965
- Gaston Brenta: Paul Gilson en de sintetisten, in: Voorlichtingsblad van het Belgisch Muziekleven, jg. 1, nr. 1, 1966, p. 17-19.
- Gaston Brenta: Paul Gilson. Esquisse monographique et analytique. Sa carrière, son art, ses œuvres, sa philosophie, Brussel, 1926.
- F. Celis: August de Boeck en Paul Gilson. Proeve tot vergelijkende synthese bij het eeuwfeest van hun geboorte, toespraak gehouden bij de opening van de tentoonstelling "August de Boeck en Paul Gilson", AMVC, 8 mei 1965, gepubliceerd in: Antwerpen, jg. 11, nr. 3, 1965, p. 85-89.
- Ernest Closson: Paul Gilson, in: La Libre Critique, jg. 3, nr. 22, 1893, p. 177-184 en nr. 23, 1893, p. 193-196.
- K. Cooremans: Paul Gilson, in: Twintig eeuwen Vlaanderen, deel 14 Vlaamse Figuren 11, o.l.v. M. Lamberty, Hasselt, 1976, p. 15-20.
- J. Cosaert: De Synthetisten, in: Muziek & Woord, jg. 2, nr. 15, 1975, p. 2.
- E. L. T. Mesens: Paul Gilson et Monsieur Cattier , in: Music. Revue mensuelle de la Musique et de la Danse, jg. 1, nr. 9, 1925, p. 11-12.
- Kurt Bertels (redacteur): Paul Gilson (1865-1942). Een Brusselse componist van de wereld. Brussel: ASP Editions, 2023.